# عبری یمنی

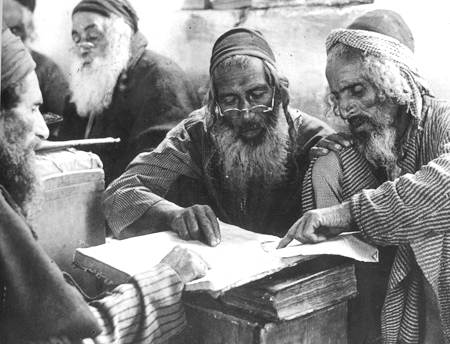
نمایی از بزرگان یهودیِ اهل یمن در حال تمرین دروس شفاهی (حوالی ۱۹۰۶ - ۱۹۱۸)

عبری یمنی (عبری: עִבְרִית תֵּימָנִית‎) یا عبری تمانی به دستگاه تلفظی عبری گفته می‌شود که یهودیان یمنی به‌طور سنتی از آن استفاده می‌کنند. یهودیان یمنی زبان خود را از طریق مهاجرت به اسرائیل برده‌اند. نخستین مهاجرت سازمان‌یافته آن‌ها به منطقه در سال ۱۸۸۲ آغاز شد و بیشتر آن‌ها پس از تشکیل کشور اسرائیل در سال‌های ۱۹۴۹ و ۱۹۵۰ توسط عملیات قالی جادویی به اسرائیل منتقل شدند.